# Hubert Gough

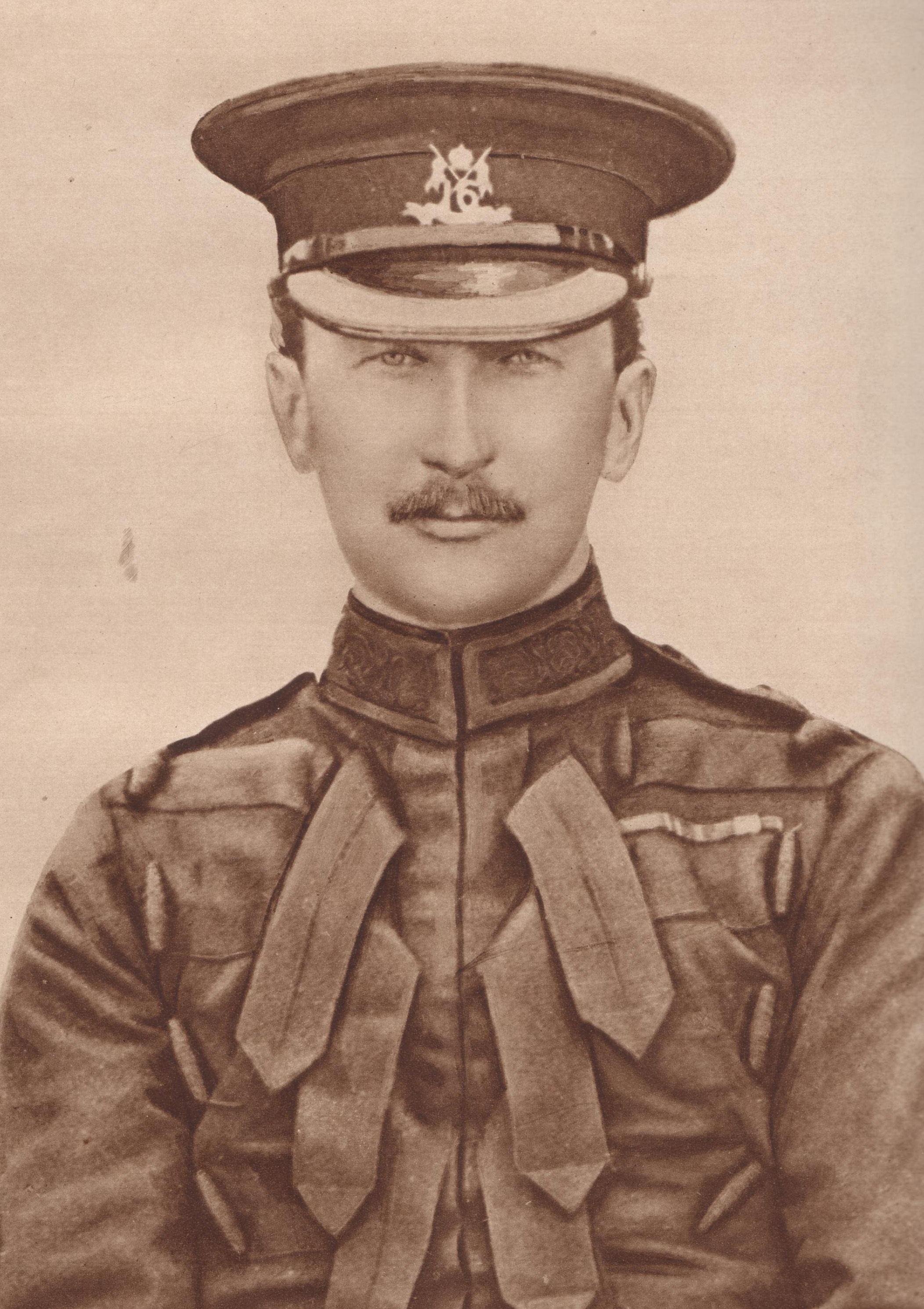
Sir Hubert Gough.

Hubert de la Poer Gough, född 12 augusti 1870, död 18 mars 1963, var en brittisk militär.
Gough blev officer vid kavalleriet 1889, överste 1906, brigadgeneral 1911, generalmajor 1914, generallöjtnant 1917, general 1922 och erhöll avsked samma år. Han deltog som regementschef i boerkriget 1899-1901 och var chef för 3:e kavalleribrigaden under Ulsteroroligheterna 1914. Efter första världskrigets utbrott erhöll han i juli 1915 befälet över 1:a armékåren och på våren 196 över den nybildade 5:e armén. Med denna deltog han verksam i slaget vid Somme samma år och slaget vid Ypern 1917. Vid tyskarnas offensiv i mars 1918 riktades denna huvudsakligen mot Goughs armé, som måste vika för övermakten och delvis råkade i kaos. Gough gjordes ansvarig för olyckan, fråntogs sitt befäl och hemkallades. Senare var han en kort tid chef för den brittiska militärexpeditionen till de baltiska länderna. Gough utgav 1931 The Fifth Army.